# Raymond Almazan
Raymond Almazan (Orion, 2 agosto 1989) è un cestista filippino.

## Carriera
Con le Filippine ha disputato i Campionati asiatici del 2017 e i Campionati mondiali del 2019.